# Get Busy
Get Busy (englisch etwa für „beweg dich“ / „leg los“) ist ein Lied des jamaikanischen Dancehall-Musikers Sean Paul, das von ihm und Steven Marsden geschrieben wurde. Der Song ist die zweite Singleauskopplung seines zweiten Studioalbums Dutty Rock und wurde am 4. März 2003 veröffentlicht.

## Inhalt
Get Busy ist ein Partysong, der vor allem weibliche Hörer dazu anleitet, sich zu bewegen und zu tanzen. Sean Paul übernimmt dabei die Rolle des lyrischen Ichs.
In der ersten Strophe wird eine Frau aufgefordert, ihren Körper zu bewegen und ihren Hintern im Rhythmus des Beats zu schütteln. Sie soll ihre Hüften schwingen, wie sie es mag und dabei keine Rücksicht auf andere nehmen, sondern sich nur auf das Lied konzentrieren. Im Refrain singt Sean Paul davon, dass er mit sexy Frauen in einen Club fährt und mit ihnen bis zum Morgen durchtanzt. Schon seit jeher würden die Frauen auf ihn stehen und ihm Avancen machen, deshalb sollten sie sich jetzt nicht zieren und ihn heiß machen. Der zweite Vers handelt davon, dass die Frau auf der Tanzfläche einfach Spaß haben soll. Sie solle zeigen, was sie habe, selbst wenn sie verheiratet sei, da Ehe und Party nicht im Widerspruch stünden. Der Text der dritten Strophe ist identisch mit der ersten. In einem Interlude vor dem letzten Refrain spricht Sean Paul verschiedene Frauen namentlich an, dass sie ihren Körper bewegen sollen.

## Produktion
Die Musik des Lieds wurde von dem jamaikanischen Musikproduzenten Steven „Lenky“ Marsden produziert und basiert auf dem Diwali Riddim.

## Musikvideo
Das Musikvideo zum Song wurde von dem kanadischen Regisseur Little X gedreht und feierte im Februar 2003 Premiere.
Anfangs fährt Sean Paul in einem Auto mit seiner Crew vor einem Haus vor, in dessen Keller eine Party stattfindet. Er betritt das Haus und begrüßt den Besitzer im Erdgeschoss. Anschließend geht er in den Keller und übernimmt dort die Rolle des DJs und Ansagers, während auf der Tanzfläche vorrangig Frauen tanzen. Die Stimmung wird ausgelassener und der Geräuschpegel steigt, da die Feiernden gegen die Decke klopfen, was den Hauseigentümer dazu veranlasst, in den Keller zu gehen. Er entreißt Sean Paul das Mikrophon und fordert die Anwesenden zu mehr Ruhe auf, da die Feier sonst abgebrochen werden würde. Die Party geht nun weiter und es strömen immer mehr Personen, darunter auch ein kleiner Junge, auf den Dancefloor. Als eine besonders attraktive Frau die Tanzfläche betritt, verlässt Sean Paul seinen Platz als DJ und beginnt, mit ihr zu tanzen. Sein Bruder verkündet nun am Mikrophon einen Songwechsel und Sean Pauls nächste Single Like Glue wird angespielt. Die Anwesenden beginnen erneut, gegen die Decke zu schlagen, woraufhin der Hausbesitzer die Party abbricht.

## Single

### Covergestaltung
Das Singlecover zeigt Sean Paul, der den Betrachter mit ernstem Blick ansieht. Links im Bild befinden sich der graue Schriftzug Sean Paul sowie der Titel Get Busy in Rot. Der Hintergrund ist weiß gehalten.

### Chartplatzierungen
Get Busy stieg am 23. Juni 2003 auf Platz zehn in die deutschen Charts ein und erreichte drei Wochen später mit Rang drei die Höchstposition, auf der es sich zwei Wochen lang hielt. Insgesamt platzierte sich die Single 21 Wochen in den Top 100. Besonders erfolgreich war das Lied in den Vereinigten Staaten, wo es drei Wochen lang die Chartspitze belegte und sich 32 Wochen in den Billboard Hot 100 hielt.
| ChartsChartplatzierungen       | Höchstplatzierung | Wochen |
| ------------------------------ | ----------------- | ------ |
| Deutschland (GfK)              | 3 (21 Wo.)        | 21     |
| Österreich (Ö3)                | 4 (25 Wo.)        | 25     |
| Schweiz (IFPI)                 | 2 (35 Wo.)        | 35     |
| Vereinigte Staaten (Billboard) | 1 (32 Wo.)        | 32     |
| Vereinigtes Königreich (OCC)   | 4 (9 Wo.)         | 9      |

| ChartsJahrescharts (2003)      | Platzierung |
| ------------------------------ | ----------- |
| Deutschland (GfK)              | 15          |
| Österreich (Ö3)                | 19          |
| Schweiz (IFPI)                 | 3           |
| Vereinigte Staaten (Billboard) | 3           |
| Vereinigtes Königreich (OCC)   | 64          |

| ChartsJahrescharts (2000–2009) | Platzierung |
| ------------------------------ | ----------- |
| Vereinigte Staaten (Billboard) | 50          |

### Auszeichnungen für Musikverkäufe
Im Jahr 2023 wurde Get Busy in Deutschland für mehr als 300.000 verkaufte Exemplare mit einer Platin-Schallplatte ausgezeichnet. In Österreich und der Schweiz erlangte das Lied Goldstatus. In den Vereinigten Staaten erhielt der Song 2017 für über eine Million Verkäufe eine Platin-Schallplatte.

| Land/Region                  | Auszeichnungen für Musikverkäufe (Land/Region, Auszeichnung, Verkäufe) | Verkäufe  |
| ---------------------------- | ---------------------------------------------------------------------- | --------- |
| Australien (ARIA)            | Gold                                                                   | 35.000    |
| Belgien (BRMA)               | Gold                                                                   | 25.000    |
| Dänemark (IFPI)              | Gold                                                                   | 45.000    |
| Deutschland (BVMI)           | Platin                                                                 | 300.000   |
| Frankreich (SNEP)            | Silber                                                                 | 125.000   |
| Italien (FIMI)               | Platin                                                                 | 100.000   |
| Japan (RIAJ)                 | Gold                                                                   | 100.000   |
| Kanada (MC)                  | 2× Platin                                                              | 160.000   |
| Neuseeland (RMNZ)            | Platin                                                                 | 30.000    |
| Norwegen (IFPI)              | Platin                                                                 | 10.000    |
| Österreich (IFPI)            | Gold                                                                   | 15.000    |
| Schweden (IFPI)              | Gold                                                                   | 10.000    |
| Schweiz (IFPI)               | Gold                                                                   | 20.000    |
| Spanien (Promusicae)         | Gold                                                                   | 30.000    |
| Vereinigte Staaten (RIAA)    | Platin                                                                 | 1.000.000 |
| Vereinigtes Königreich (BPI) | 2× Platin                                                              | 1.200.000 |
| Insgesamt                    | 1× Silber · 8× Gold · 9× Platin ·                                      | 3.205.000 |

Hauptartikel: Sean Paul/Auszeichnungen für Musikverkäufe
Bei den Grammy Awards 2004 wurde Get Busy in der Kategorie Best Rap Solo Performance nominiert, unterlag jedoch dem Lied Lose Yourself von Eminem.